# Dick's Picks Volume 18
Dick's Picks Volume 18 je koncertní trojalbum americké rockové skupiny Grateful Dead, nahrané 3. února 1978 (Disk 1, skladby 3, 5, 8, 9, 12 a Disk 2), 4. února 1978 (Disk 1, skladby 6, 7) a 5. února 1978 (Disk 1, skladby 1, 2, 4, 10, 11 a Disk 3). Album bylo vydané v roce 2000. Jedná se o osmnáctou část série Dick's Picks.

## Seznam skladeb
| Disk 1 | Disk 1                  | Disk 1         | Disk 1 |
| Pořadí | Název                   | Autor          | Délka  |
| ------ | ----------------------- | -------------- | ------ |
| 1.     | Bertha                  | Garcia, Hunter | 6:42   |
| 2.     | Good Lovin’             | Clark, Resnick | 6:14   |
| 3.     | Cold Rain and Snow      | traditional    | 6:17   |
| 4.     | New Minglewood Blues    | traditional    | 5:41   |
| 5.     | They Love Each Other    | Garcia, Hunter | 7:42   |
| 6.     | It's All Over Now       | Womack, Womack | 7:39   |
| 7.     | Dupree's Diamond Blues  | Garcia, Hunter | 4:37   |
| 8.     | Looks Like Rain         | Barlow, Weir   | 7:59   |
| 9.     | Brown-Eyed Woman        | Garcia, Hunter | 5:34   |
| 10.    | Passenger               | Lesh, Monk     | 5:40   |
| 11.    | Deal                    | Garcia, Hunter | 6:34   |
| 12.    | The Music Never Stopped | Barlow, Weir   | 8:06   |

| Disk 2 | Disk 2              | Disk 2                     | Disk 2 |
| Pořadí | Název               | Autor                      | Délka  |
| ------ | ------------------- | -------------------------- | ------ |
| 1.     | Estimated Prophet   | Barlow, Weir               | 12:16  |
| 2.     | Eyes of the World   | Garcia, Hunter             | 14:37  |
| 3.     | Playing in the Band | Hart, Hunter, Weir         | 24:35  |
| 4.     | The Wheel           | Garcia, Hunter, Kreutzmann | 5:43   |
| 5.     | Playing in the Band | Hart, Hunter, Weir         | 9:02   |
| 6.     | Johnny B. Goode     | Berry                      | 4:38   |

| Disk 3 | Disk 3               | Disk 3                     | Disk 3 |
| Pořadí | Název                | Autor                      | Délka  |
| ------ | -------------------- | -------------------------- | ------ |
| 1.     | Samson and Delilah   | traditional                | 11:21  |
| 2.     | Scarlet Begonias     | Garcia, Hunter             | 12:45  |
| 3.     | Fire on the Mountain | Hart, Hunter               | 17:03  |
| 4.     | Truckin'             | Garcia, Hunter, Lesh, Weir | 9:17   |
| 5.     | Drums                | Hart, Kreutzmann           | 1:56   |
| 6.     | The Other One        | Kreutzmann, Weir           | 9:02   |
| 7.     | Wharf Rat            | Garcia, Hunter             | 8:58   |
| 8.     | Around and Around    | Berry                      | 8:34   |

## Sestava
- Jerry Garcia - sólová kytara, zpěv
- Phil Lesh - basová kytara, zpěv
- Bob Weir - rytmická kytara, zpěv
- Donna Jean Godchaux - zpěv
- Keith Godchaux - klávesy
- Bill Kreutzmann – perkuse
- Mickey Hart - bicí